# 田々宮英太郎
田々宮英太郎（たたみや えいたろう、1909年 - 2004年）は、日本の現代史家。「現代史懇話会」代表。
石川県生まれ。関西大学専門部商科に学び、戦前の同盟通信社から戦後の共同通信社政治記者を経て郵政大臣秘書官となる。

## 著書
- 『神の国と超歴史家・平泉澄 - 東条・近衛を手玉にとった男』 雄山閣出版 2000年
- 『権謀に憑かれた参謀辻政信 - 太平洋戦争の舞台裏』 芙蓉書房出版 1999年
- 『検索！二・二六事件 - 現代史の虚実に挑む』 雄山閣出版 1993年
- 『参謀辻政信・伝奇』 芙蓉書房出版 1986年
- 『中野正剛』 新人物往来社 1985年
- 『二・二六叛乱』 雄山閣出版 1983年
- 『橋本欣五郎一代』 芙蓉書房出版 1982年
- 『裁かれた陸軍大将』 山手書房 1979年
- 『吉田鳩山の時代』 図書出版社 1976年
- 『昭和権力者論 - 激動50年の政治権力史』 サイマル出版会1972年
- 『昭和維新 - 二・二六事件と真崎大將』 サイマル出版会 1969年
- 『人われを異端と呼ぶ - 昭和史の人間ドラマ』 富士新書 1967年
- 『大東亜戦争始末記 自決編』 経済往来社 1966年
- 『日本の政治家たち』 路書房 1965年
- 『昭和の政治家たち - 日本支配層の內幕』 弘文堂 1963年
- 『新・政界人物評伝』 中央経済社 1958年
- 『鳩山ブームの舞台裏 - 政治記者の手記』 実業之世界社 1955年

## 論文
- 国立情報学研究所収録論文（Ⅰ） - 国立情報学研究所
- 国立情報学研究所収録論文（Ⅱ）〔現代史懇話会：史（Fumi〕ほか - 国立情報学研究所